# Chiesa di Sant'Anna (Padova)
La chiesa di Sant'Anna è un edificio di origine medievale che fu luogo di culto sino alla fine del XIX secolo. Si affaccia su contrà sant'Anna ora via Sperone Speroni a Padova. Fu la chiesa del vicino monastero delle monache benedettine ora sede dell'istituto tecnico "Belzoni-Boaga".

## Storia
La chiesa è menzionata in documenti del XII e XIII secolo. Fu poi ricostruita nel 1303 da un certo Compagnino per conto di alcune monache domenicane che vi costruirono accanto un monastero con chiostro. Alle domenicane subentrò nel 1459 una nutrita comunità di monache benedettine che la ressero sino agli inizi dell'Ottocento quando, a causa delle leggi ecclesiastiche napoleoniche, il monastero fu requisito. Le monache furono spostate a San Benedetto Novello e le strutture convertite in casa di ricovero.
La chiesa di Sant'Anna fu officiata ancora per un qualche tempo, poi finì suddivisa in aule per accogliere l'istituto tecnico "Belzoni-Boaga" che ancora oggi vi insiste.
Nella chiesa era sepolto il giovane artista padovano Luigi Benetello, morto a ventun'anni, nel 1555.

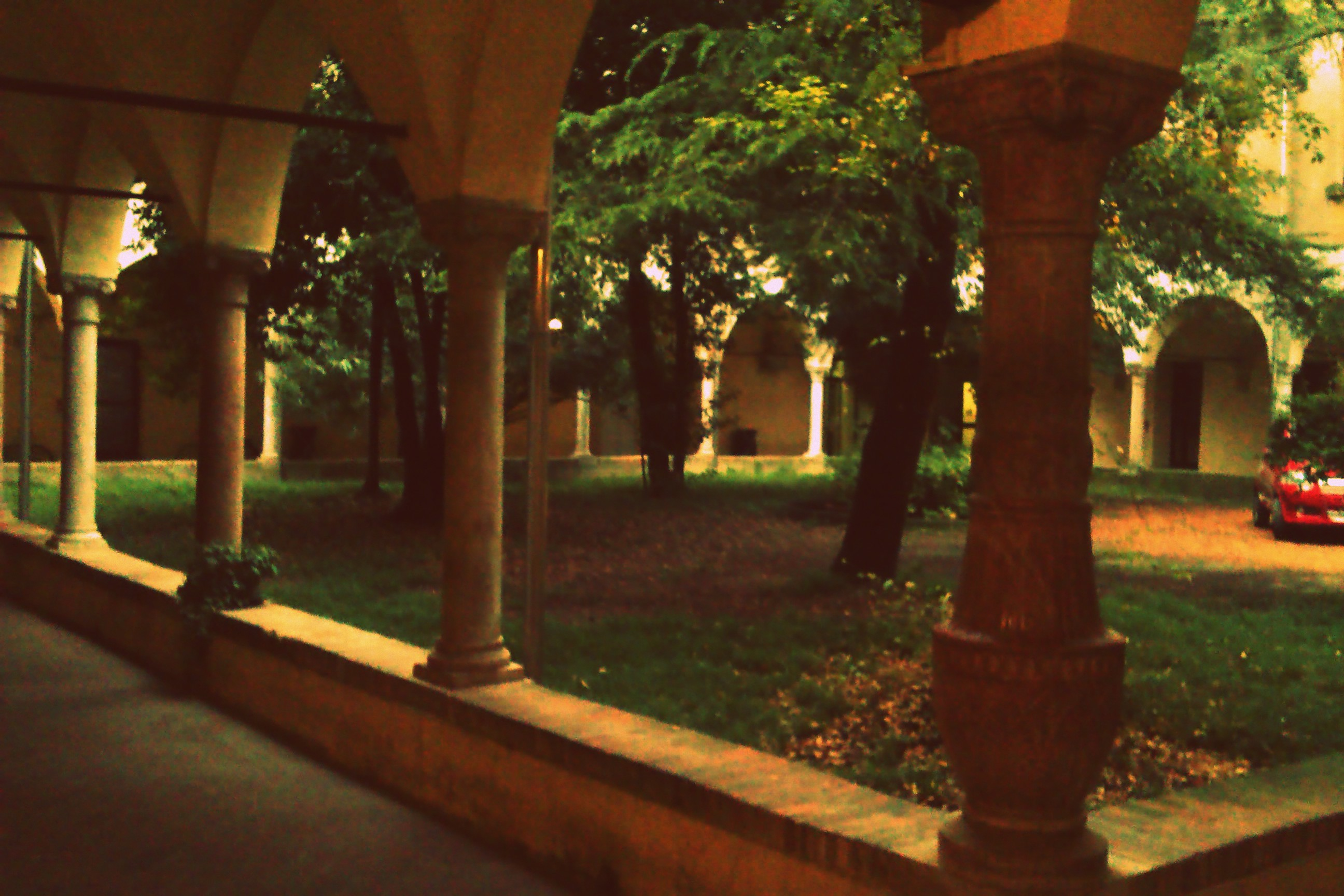
Il chiostro

## Descrizione
La chiesa si innalza sull'angolo tra via Sperone Speroni e via Santa Rosa. La facciata, rivolta a settentrione, ancora ben individuabile: si innalza su un portico aperto da tre fornici retti da pilastri e colonne: sopra un timpano è marcato da una leggera modanatura. La fiancata lungo via Santa Rosa è alterata dalle numerose aperture aperte dopo la chiusura al culto della chiesa. A ponente si affiancano ancora le strutture del monastero col bel chiostro quattrocentesco. Sino agli inizi del Novecento si innalzava ancora il campanile.
L'interno, ora stravolto, era ampio 15 metri in lunghezza e largo 9: sull'altare maggiore vi era la pala di Domenico Campagnola La Vergine col Bambino, sant'Anna e san Pietro apostolo ed altri santi ai lati Nascita della Vergine e Presentazione al Tempio di Guy Louis II Vernansal. Nella sacrestia stava un quadretto raffigurante san Gerolamo che nel settecento attribuivano ad Albrecht Dürer e una tela di Giovanni Battista Bissoni L'angelo addita a Cristo un fanciullo. All'ingresso sono ancora visibili le colonne marmoree e le volte che sostenevano il coro pensile della monache "il barco" che nel 1866 fu occupato un organo di Angelo Agostini che finì nel 1886 (forse in occasione della chiusura al culto della chiesa) nella parrocchiale di Lozzo di Cadore.